# قشلة يوسف باشا
قشلة يوسف باشا قرية سوريّة تتبع إداريّاً لمحافظة حلب منطقة منبج ناحية أبو قلقل، بلغ تعداد سكانها 2,068 نسمة حسب التعداد السكاني لعام 2004.